# Vicente Besuijen
Vicente Andrés Felipe Federico Besuijen (Bogota, 10 april 2001) is een Nederlands voetballer van Colombiaanse afkomst die als aanvaller op huurbasis voor FC Emmen uitkomt.

## Carrière
Vicente Besuijen speelde in de jeugd van RKSV Pancratius, AFC Ajax, FC Volendam en AS Roma. In 2020 vertrok hij na een proefperiode transfervrij naar ADO Den Haag, waar hij een contract tot medio 2023 tekende. Hij debuteerde voor ADO op 20 september 2020, in de met 0-1 verloren thuiswedstrijd tegen FC Groningen. Hij begon in de basis en werd na 58 minuten vervangen door Samy Bourard.

### Statistieken
| Seizoen                   | Club                  | Land           | Competitie     | Competitie | Competitie | Beker | Beker | Totaal | Totaal |
| Seizoen                   | Club                  | Land           | Competitie     | Wed.       | Dlp.       | Wed.  | Dlp.  | Wed.   | Dlp.   |
| ------------------------- | --------------------- | -------------- | -------------- | ---------- | ---------- | ----- | ----- | ------ | ------ |
| 2020/21                   | ADO Den Haag          | Nederland      | Eredivisie     | 30         | 1          | 1     | 0     | 31     | 1      |
| 2021/22                   | ADO Den Haag          | Nederland      | Eredivisie     | 22         | 6          | 3     | 0     | 25     | 6      |
| 2021/22                   | Aberdeen FC           | Schotland      | Premiership    | 11         | 2          | 1     | 0     | 12     | 2      |
| 2022/23                   | Aberdeen FC           | Schotland      | Premiership    | 18         | 3          | 7     | 4     | 25     | 7      |
| 2022/23                   | → Excelsior Rotterdam | Nederland      | Eredivisie     | 2          | 0          | 0     | 0     | 2      | 0      |
| 2023/24                   | → FC Emmen            | Nederland      | Eerste divisie | 15         | 5          | 0     | 0     | 15     | 5      |
| Carrièretotaal            | Carrièretotaal        | Carrièretotaal | Carrièretotaal | 98         | 17         | 12    | 4     | 110    | 21     |
| Bijgewerkt op 18 mei 2024 |                       |                |                |            |            |       |       |        |        |